# North (rivière de Nouvelle-Zélande)
Pour les articles homonymes, voir North.
La rivière North  (en anglais : North River) est à la fois un petit cours d’eau et un petit village sur le trajet de celui-ci, situés dans la région du  Northland dans l’Île du Nord de la Nouvelle-Zélande.

## Géographie
Le ruisseau s’écoule à travers des grottes  calcaires  avant de se jeter dans la rivière Pohuenui , qui à son tour s’écoule dans le fleuve Waipu peu avant son émergence dans la Bream Bay ou baie des Daurades (en) près de la ville de Waipu.